# Frame Relay

Representació bàsica d'un Frame Relay

El Frame Relay és un protocol a commutació de paquets situat al nivell de la capa de connexió de dades (nivell 2) del model OSI, utilitzat pels intercanvis a les xarxes WAN. Fou inventat per Eric Scace, enginyer d'Sprint Internacional.
A nivell tècnic, el protocol pot vore's:
- com un successor de X.25
- com una etapa cap a la ATM
- com formant part del RNIS (ISDN)